# Herwarth von Bittenfeld (Adelsgeschlecht)

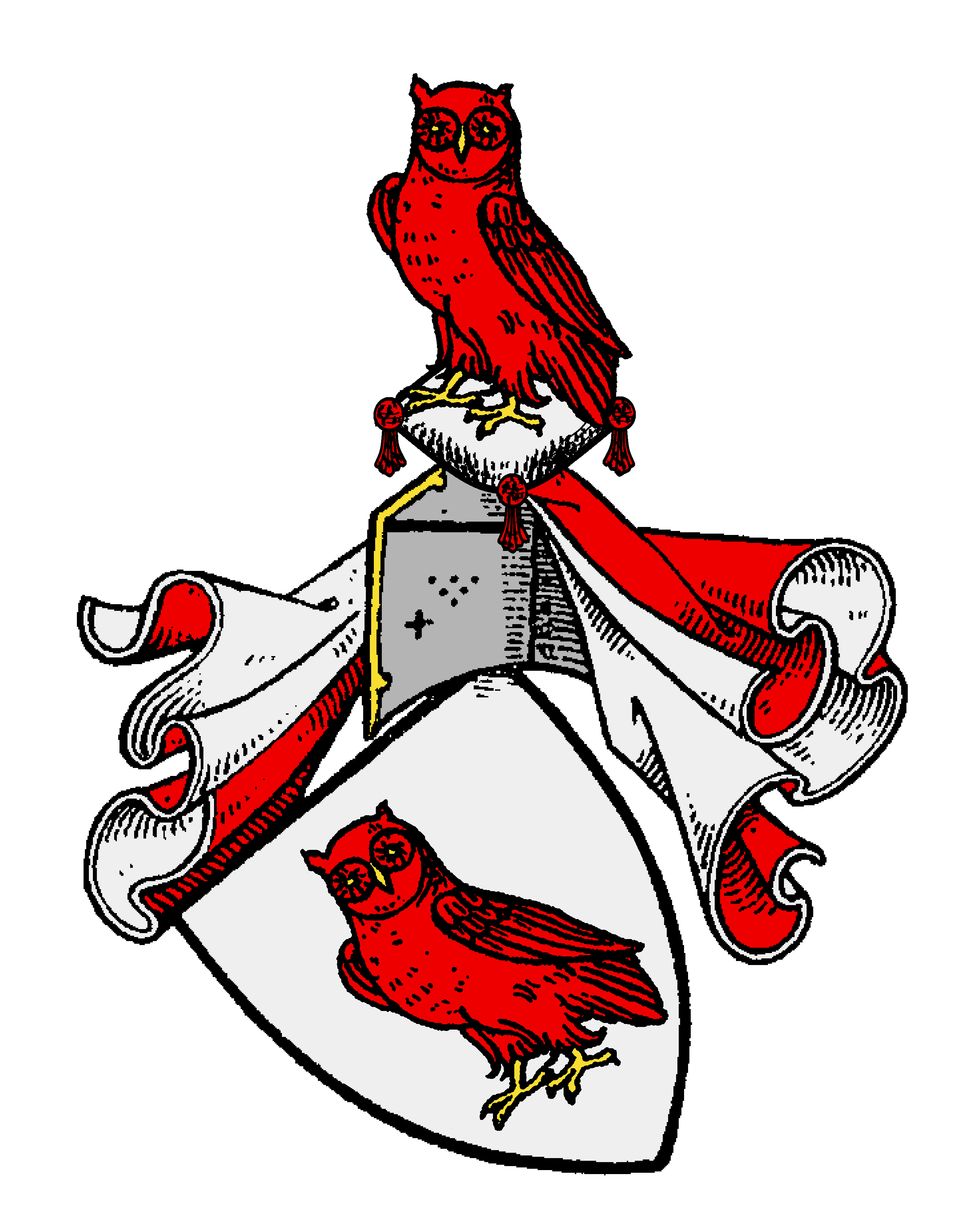
Stammwappen der Herwarth

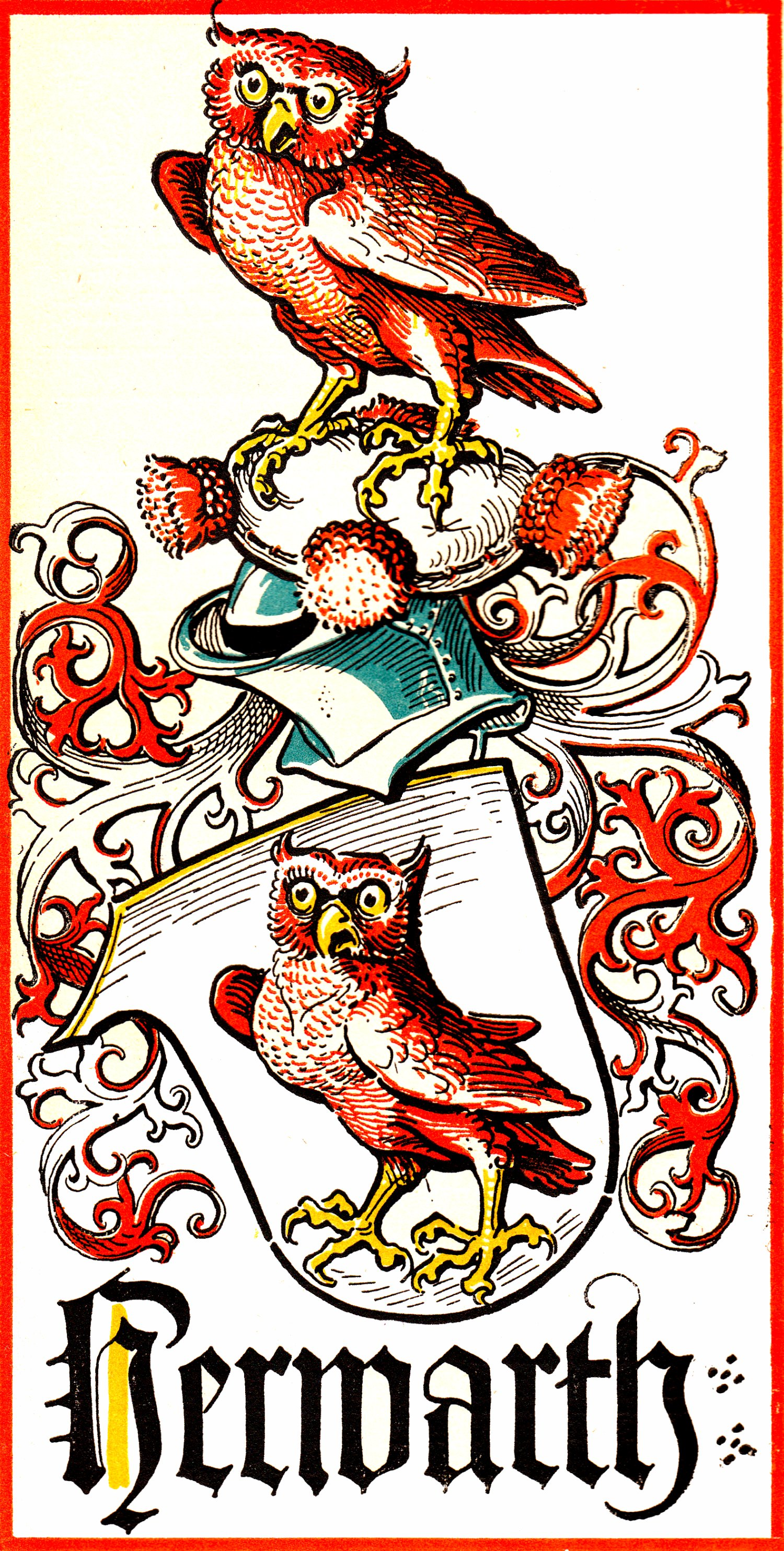
Stammwappen der Herwarth von Otto Hupp aus dem Münchener Kalender 1906

Herwarth von Bittenfeld (auch Hörwarth) ist der Name eines alten Adelsgeschlechts, das zu den ältesten regimentsfähigen Stadtadelsgeschlechtern der Reichsstadt Augsburg gehört (siehe: Augsburger Patriziat).

## Geschichte
Das Geschlecht erscheint erstmals urkundlich im Jahr 1246 mit Conrad Herwart, Domherr zu Augsburg. Die sichere Stammreihe beginnt im Jahr 1265 mit Herbordus Herwart.
Die Familie stellte in den Jahren zwischen 1290 und 1368 insgesamt 14 Mal den „Stadtpfleger“ (Bürgermeister) in Augsburg und war seit 1348 im Besitz des Schlosses Wellenburg bei Augsburg, das heute im Besitz der Fürstenfamilie Fugger ist.
Die Brüder Jacob, Heinrich († 1481, Stammvater der „Augsburger Linie“) und Lucas Herwart (urkundlich 1427–1485 genannt) wurden am 18. April 1459 in Wiener Neustadt in den Reichsritterstand erhoben und erhielten ihre Wappenbestätigung.
Die Nachkommen des Lucas von Herwarth (Stammvater der „jüngeren Linie“) wurden nach Erwerb von Schloss Bittenfeld (Württemberg) im Jahr 1574 auch in die schwäbische Reichsritterschaft des Kantons Kocher aufgenommen.
1566 erwarb Hanns Paul Hörwarth aus Augsburg die Hofmark Hohenburg bei Lenggries von Dionys von Schellenberg. Er begründete damit die bairischen Hörwarth. Hohenburg blieb bis 1800 als Fideikommissgut in dieser Familie, die in diesem Jahr in männlicher Linie ausstarb. Die Hofmark Berg (Starnberger See) kam ebenfalls in den Besitz dieser Linie; Hans Georg von Hörwarth erbaute dort ab 1640 das Schloss Berg, das 1676 an die Wittelsbacher verkauft wurde.

## Wappen
Das Stammwappen zeigt in Silber eine gold-bewehrte rote Eule. Auf dem Helm mit rot-silbernen Decken die Eule auf viereckigem silbernen Kissen mit roten Quasten.

## Bekannte Familienmitglieder der Linie Bittenfeld (chronologisch)

Eberhard Herwarth von Bittenfeld

- Johann Friedrich Herwarth von Bittenfeld (1696–1757), preußischer Oberst und Regimentskommandeur
  - Eberhard Herwarth von Bittenfeld der Ältere (1753–1833), preußischer Generalmajor
    - Friedrich Herwarth von Bittenfeld (1802–1884), preußischer General der Infanterie
    - Hans Paulus Herwarth von Bittenfeld (1800–1881), deutscher General
- Eberhard Herwarth von Bittenfeld (1796–1884), preußischer Generalfeldmarschall, verheiratet mit Sophie Herwarth von Bittenfeld, geborene von Scholten (1802–1868)
  - Anton Herwarth von Bittenfeld (1841–1923), preußischer General der Infanterie
- Hans Wilhelm Herwarth von Bittenfeld (1835–1894), deutscher Generalleutnant
  - Hans-Wolfgang von Herwarth (1871–1942), deutscher Offizier, Diplomat und Publizist
- Hans Herwarth von Bittenfeld, preußischer Generalmajor (1853–1927) verheiratet mit Gertrud Herwarth von Bittenfeld geb. von Zanthier (1859–1946)
  - Hans Herwarth von Bittenfeld (1887–1970), deutscher Politiker (GB/BHE), MdL Schleswig-Holstein
- Eberhard Karl Herwarth von Bittenfeld (1890–1957), deutscher Generalmajor
- Hans-Richard Herwarth von Bittenfeld verheiratet mit Ilse Herwarth von Bittenfeld geb. von Tiedemann
  - Hans-Heinrich Herwarth von Bittenfeld (1904–1999), deutscher Diplomat und Autor, verheiratet mit Annemarie Herwarth von Bittenfeld-Honigmann (1905–1982), deutsche Skirennläuferin

## Weitere Familienmitglieder
- Ferdinand Joseph von Hörwarth (1663–1731), Hofmarksherr von Hohenburg und weiterer Hofmarken, Erbauer von Schloss Hohenburg (Lenggries)